# Stepove, Hlobîne
Stepove (în ucraineană Степове) este un sat în comuna Velîki Krînkî din raionul Hlobîne, regiunea Poltava, Ucraina.

## Demografie
Componența lingvistică a localității Stepove
     Ucraineană (97,73%)
     Rusă (2,04%)
     Alte limbi (0,23%)
Conform recensământului din 2001, majoritatea populației localității Stepove era vorbitoare de ucraineană (97,73%), existând în minoritate și vorbitori de rusă (2,04%).